# Resolució 469 del Consell de Seguretat de les Nacions Unides
La Resolució 469 del Consell de Seguretat de les Nacions Unides, fou aprovada per unanimitat el 20 de maig de 1980, després de considerar un informe del Secretari General de les Nacions Unides i de prendre nota de les parts rellevants de la Convenció de Ginebra, el Consell va deplorar la decisió del Govern d'Israel d'incompliment de la Resolució 468 (1980).
El Consell va demanar a Israel que rescindís l'expulsió dels alcaldes d'Hebron i Halhoul i el jutge de la xaria d'Hebron, i va demanar al Secretari General que continuï els seus esforços.
La resolució va ser aprovada amb 14 vots contra cap i una abstenció dels Estats Units.